# Santiago del Teide
Santiago del Teide es un municipio perteneciente a la provincia de Santa Cruz de Tenerife, en la isla de Tenerife —Canarias, España—.
La capital municipal se encuentra en el casco urbano de Santiago del Teide, situado a 930 m s. n. m.

## Toponimia

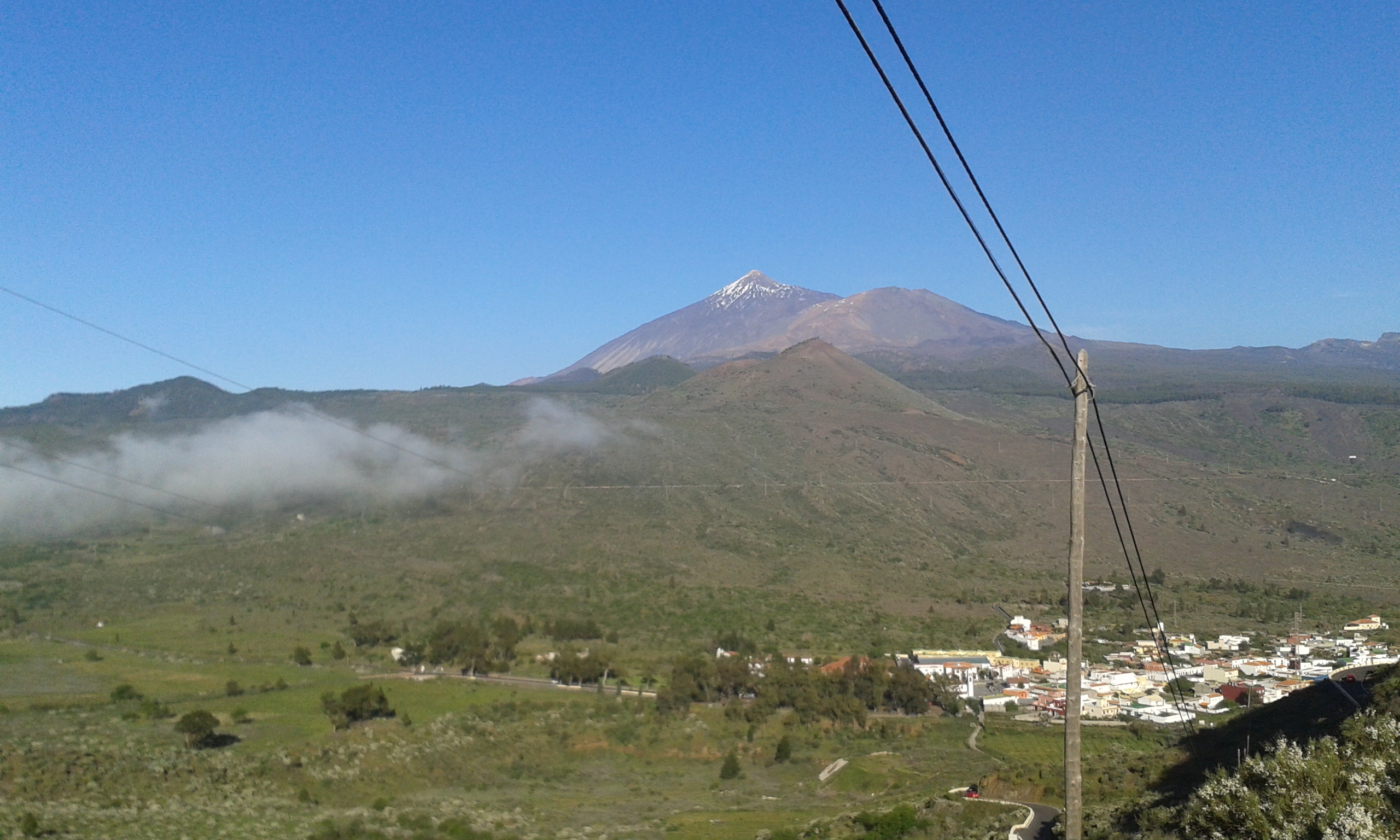
Vista aérea

Originalmente fue llamado Valle de Santiago. Antes de la reforma de la nomenclatura municipal de 1916 el municipio se llamaba simplemente Santiago. En dicha fecha su nombre fue modificado por el de Santiago del Teide para evitar confusiones en siglos anteriores con un pueblo de la isla vecina de La Gomera.

## Símbolos

### Escudo
El escudo heráldico del municipio fue aprobado por Orden del Gobierno de Canarias de 4 de junio de 1988, siendo su organización: «cuartelado. 1.º, de azur, un racimo de uvas de oro; 2.º, de plata, un recipiente de barro en su color; 3.º, de plata, un cardón en su color; 4.º, de azur, un ancla de plata. Sobre el todo, un escusón de oro con la Cruz de Santiago de gules. Al timbre, corona condal.»
El escudo fue modificado por Orden de 1 de diciembre de 2005 para incluir en su organización una conta en punta con el lema: «Villa Histórica Santiago del Teide».

### Bandera
La bandera municipal fue aprobada por Orden del Gobierno de Canarias de 3 de diciembre de 1991, siendo su descripción: «El largo de la bandera ha de ser una vez y media (1 y 1/2) de su altura. Su color liso es el azul ultramar. En el centro de la misma y de forma circular ha de llevar nueve Teides de plata, representando a los núcleos de población del municipio, y según figuran en la bordadura del escudo heráldico municipal. El radio del círculo será de dos tercios (2/3) de la altura. En el centro de este círculo, y siguiendo el diámetro vertical, la Cruz de Santiago que figura en el escudo del blasón heráldico municipal. Su altura será también dos tercios (2/3) de la altura de la bandera.»

### Pendón
El municipio cuenta asimismo con pendón, aprobado por Orden del Gobierno de Canarias de 3 de diciembre de 1991, siendo un «rectángulo de seda o raso blanco de 1,20 m de alto por 1,909 m de largo. En el centro de este rectángulo, habrá de incluirse el blasón heráldico municipal, bordado con los esmaltes y metales del mismo, y teniendo de altura el blasón dos tercios de la altura del pendón. Bordes de flecos de hilos de seda torcidos de plata y azur (azul) de 8 cm de largo en todos los extremos del rectángulo, a excepción del que va unido al asta. De la parte superior del asta penden dos cordones de 3 m cada uno, rematados en su parte inferior por borlas, igualmente de hilos de seda torcidos de plata y azur (azul), lo mismo que los cordones, para ser portados por miembros de la Corporación, en los desfiles en que acuda ésta con el pendón.»

## Geografía
Se encuentra situado en el oeste de la isla, limitando con los municipios de Buenavista del Norte, Los Silos, El Tanque, Garachico, Icod de los Vinos, La Orotava y Guía de Isora.
Tiene una extensión de 52,21 km², siendo el 14.º municipio en extensión de la isla de Tenerife y el 24.º de la provincia.
Santiago del Teide alcanza su cota máxima en la elevación conocida como Cerro de las Chajoras, ubicado a 2.674 m s. n. m.

### Orografía

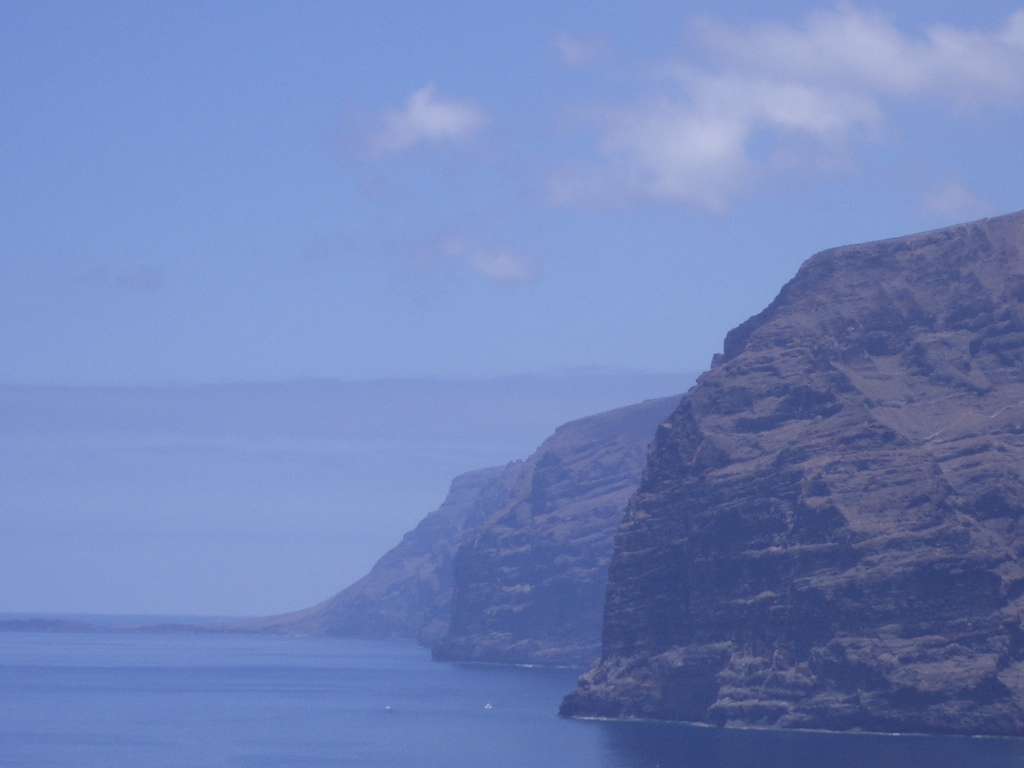
Acantilados de Los Gigantes

### Hidrografía
La principal cuenca hidrográfica del municipio es la formada por el barranco del Valle de Santiago. Otros barrancos importantes son los ubicados en la superficie del macizo de Teno correspondiente al término municipal, siendo los de mayor entidad el barranco de los Sauces y el Barranco Seco.

### Clima
| Parámetros climáticos promedio de Santiago del Teide (1982-2012) | Parámetros climáticos promedio de Santiago del Teide (1982-2012) | Parámetros climáticos promedio de Santiago del Teide (1982-2012) | Parámetros climáticos promedio de Santiago del Teide (1982-2012) | Parámetros climáticos promedio de Santiago del Teide (1982-2012) | Parámetros climáticos promedio de Santiago del Teide (1982-2012) | Parámetros climáticos promedio de Santiago del Teide (1982-2012) | Parámetros climáticos promedio de Santiago del Teide (1982-2012) | Parámetros climáticos promedio de Santiago del Teide (1982-2012) | Parámetros climáticos promedio de Santiago del Teide (1982-2012) | Parámetros climáticos promedio de Santiago del Teide (1982-2012) | Parámetros climáticos promedio de Santiago del Teide (1982-2012) | Parámetros climáticos promedio de Santiago del Teide (1982-2012) | Parámetros climáticos promedio de Santiago del Teide (1982-2012) |
| Mes                                                              | Ene.                                                             | Feb.                                                             | Mar.                                                             | Abr.                                                             | May.                                                             | Jun.                                                             | Jul.                                                             | Ago.                                                             | Sep.                                                             | Oct.                                                             | Nov.                                                             | Dic.                                                             | Anual                                                            |
| ---------------------------------------------------------------- | ---------------------------------------------------------------- | ---------------------------------------------------------------- | ---------------------------------------------------------------- | ---------------------------------------------------------------- | ---------------------------------------------------------------- | ---------------------------------------------------------------- | ---------------------------------------------------------------- | ---------------------------------------------------------------- | ---------------------------------------------------------------- | ---------------------------------------------------------------- | ---------------------------------------------------------------- | ---------------------------------------------------------------- | ---------------------------------------------------------------- |
| Temp. máx. media (°C)                                            | 14.5                                                             | 14.8                                                             | 16.2                                                             | 16.9                                                             | 18.3                                                             | 20.6                                                             | 23.7                                                             | 24.6                                                             | 22.9                                                             | 20.7                                                             | 17.4                                                             | 15.2                                                             | 18.8                                                             |
| Temp. media (°C)                                                 | 11.4                                                             | 11.6                                                             | 12.7                                                             | 13.3                                                             | 14.6                                                             | 16.9                                                             | 19.7                                                             | 20.2                                                             | 19.1                                                             | 17.0                                                             | 14.3                                                             | 12.2                                                             | 15.3                                                             |
| Temp. mín. media (°C)                                            | 8.3                                                              | 8.5                                                              | 9.2                                                              | 9.7                                                              | 11.0                                                             | 13.2                                                             | 15.7                                                             | 15.9                                                             | 15.3                                                             | 13.4                                                             | 11.3                                                             | 9.2                                                              | 11.7                                                             |
| Precipitación total (mm)                                         | 78                                                               | 59                                                               | 54                                                               | 29                                                               | 15                                                               | 5                                                                | 1                                                                | 3                                                                | 12                                                               | 49                                                               | 96                                                               | 97                                                               | 498                                                              |
| Fuente: Climate-data.org                                         |                                                                  |                                                                  |                                                                  |                                                                  |                                                                  |                                                                  |                                                                  |                                                                  |                                                                  |                                                                  |                                                                  |                                                                  |                                                                  |

### Espacios protegidos
El municipio cuenta con superficie de los espacios protegidos del Parque Rural de Teno, Reserva Natural Especial del Chinyero, del Parque Natural de la Corona Forestal, del Parque nacional del Teide y del Monumento Natural del Teide, todos incluidos en la Red Canaria de Espacios Naturales Protegidos.
Todos estos espacios se incluyen también en la Red Natura 2000 como Zonas Especiales de Conservación y Zonas de Especial Protección para las Aves, a las que se suman otros ZEC como el de los Riscos de Lara y la Franja marina Teno-Rasca que conservan hábitats de especies y naturales, el primero formado por bosques mediterráneos endémicos de Juniperus spp. y matorrales termomediterráneos, y el segundo por bancos de arena cubiertos permanentemente por agua marina poco profunda.
Santiago del Teide también cuenta con el Monte de Utilidad Pública denominado El Pinar.

### Comunicaciones

#### Carreteras
Se accede al municipio principalmente por la carretera TF-82 de Icod de los Vinos a Armeñime. Otras vías de acceso son la carretera TF-375 de Santiago del Teide a Chío por Arguayo, la TF-436 de Buenavista a Santiago del Teide y la TF-454 de Tamaimo a Puerto de Santiago.

#### Transporte público
El municipio cuenta con varias paradas de taxis sobre todo concentradas en los barrios de Acantilados de Los Gigantes y Puerto de Santiago, existiendo también una en Tamaimo y otra en el casco del pueblo.
En autobús —guagua— mediante las siguientes líneas de TITSA:
| Línea | Trayecto                                                             | Recorrido     |
| ----- | -------------------------------------------------------------------- | ------------- |
| 325   | Puerto de la Cruz - Acantilados Los Gigantes (por Icod de los Vinos) | Horario/Línea |
| 355   | Buenavista - Masca - Valle Santiago                                  | Horario/Línea |
| 460   | Icod de los Vinos - Costa Adeje (por Guía de Isora)                  | Horario/Línea |
| 462   | Guía de Isora - A. Los Gigantes (por Tamaimo)                        | Horario/Línea |
| 473   | Los Cristianos - A. Los Gigantes (por Adeje)                         | Horario/Línea |
| 477   | Los Cristianos - A. Los Gigantes (directo)                           | Horario/Línea |
| 493   | Guía de Isora - A. Los Gigantes (por Alcalá)                         | Horario/Línea |

## Historia

### Etapa guanche: antes del sigloxv
El territorio que ocupa el municipio perteneció en la época guanche al reino o menceyato de Adeje.

### Conquista y colonización europeas: siglosxvyxvi
Tras la conquista de la isla en 1496 por los castellanos, el territorio fue repartido entre los conquistadores y colonos, siendo uno de los primeros beneficiarios en la zona Juan Cabeza en 1508.
En la nueva sociedad, el Valle de Santiago pasa a incluirse en el término territorial de Daute, y a depender en lo civil y eclesiástico de Buenavista del Norte.

### Antiguo Régimen: siglosxviiyxviii
En 1663 el Valle pasa a constituir un señorío jurisdiccional bajo el poder de Fernando del Hoyo y Solórzano, quien promueve la creación de la parroquia para la segregación de Buenavista. La parroquia de San Fernando se crea finalmente en 1679.
El historiador tinerfeño José de Viera y Clavijo describe el Valle de Santiago a finales del siglo xviii de la siguiente manera:

VALLE DE SANTIAGO. Es villa de señorío, perteneciente a la casa del Hoyo. Dista 2 leguas de Buenavista y 12 y media de La Laguna. Es terreno quemado y de temple frío. Al fin del valle hay un puertecito de mar por donde es más frecuente el trato con La Gomera, pues en haciendo fuego, señal de pasajero, luego acude barco. La iglesia es decente, con cura provisión del obispo, cuya feligresía es de 687 personas, algunas en los pagos de Tejina, Aray, Aripe, Chirche, Chío, Tamaymo, Masca, Arguayo, las Manchas, Quemados, Retamal, La Rosa y Valle de Arriba. Tiene 4 ermitas.
José de Viera y Clavijo, 1772-1773.

### Etapa moderna: siglosxixyxx
El señorío del Valle de Santiago perduraría hasta que en 1811 los señoríos jurisdiccionales son incorporados a la nación, constituyéndose el municipio en 1812 al amparo en la Constitución de Cádiz.
Pascual Madoz, en su Diccionario geográfico-estadístico-histórico de España y sus posesiones de Ultramar, dice de Santiago a mediados del siglo xix:

SANTIAGO; villa con ayuntamiento en la isla y diócesis de Tenerife (12 1/2 leguas), (...), partido judicial de la Orotava (7 4/2). SITUADO al S. mirando al mar; su CLIMA es sumamente destemplado, pues en el verano es escesivo el calor por los vientos secos ó de Levante que reinan, y en el invierno los de N. y E hacen insufrible el frío; por cuya razón se padecen muchos constipados, pleuresias y calenturas biliosas. Tiene 259 CASAS inclusas las de los pagos, fabricadas de manpostería y de piedra seca, la mayor parte tapadas de pajas, ofrecen muy pocas comodidades; una iglesia parroquial de entrada y de provision del diocesano dedicada á San Fernando, servida por un párroco, un sacristán y un sochantre; el TÉRMINO se estiende de N. á S. 2 leguas y de Este á Oeste 1 1/2, confinando por N. con el de Tanque; E. con el Teide; S. con el Guia, y O. con el de Silos; hay esparcidos en él los pagos de Valle de Arriba, Tamaimo, Arguayo, Munchas, Retamal, Malledo y Casas de los Quemados; varias fuentes de abundantes y escelentes aguas de que se surten los vecinos para sus necesidades; 2 ermitas, la de la Purísima Concepción en el valle de Masca á una legua del pueblo, y la de Sta. Ana á 1/4 de leguas en el de Tamaimo. El TERRENO es de secano, árido por sus costas y volcánico por muchas partes; tiene un monte nombrado de los Escobones, porque solo produce árboles que se llaman así, y otro sobre el pago de Arguayo de pinos que sirven para la fabricación de casas; los CAMINOS son á los pueblos circunvecinos en un estado regular. La CORRESPONDENCIA se recibe por medio del balijero de la administración del puerto de Garachico los domingos y jueves, y se despacha los lunes y viernes. PRODUCCIÓN: trigo, cebada, centeno, maiz, garbanzos, higos de leche de todas clases, algunas legumbres, cochinilla, orchilla y bastante fruta; cria ganado vacuno que sirve para la labor, cabrío, lanar y mular; caza de conejos, palomas y perdices. INDUSTRIA: la agrícola y la pesca, con dos barquitos que hay de pargos, cabrillas, rocinegras, morenas, pulpos, viejas, y en tiempo de marea se pescan en mucha abundancia las salemas y sargas. Se celebra una feria el día de San Pedro Apóstol, con corrida de toros y fuegos artificiales. POBLACIÓN: 245 vecinos, 1.067 almas...
Pascual Madoz, 1849.

En 1909 se produce en el término municipal la erupción del volcán Chinyero, constituyendo el último episodio eruptivo de la isla de Tenerife.
El siglo xx marca el verdadero desarrollo del municipio, favorecido principalmente por la llegada de la carretera en 1930, el alumbramiento de galerías de agua hacia 1950 y, sobre todo, por el boom turístico a partir de la década de 1960.

### Sigloxxi
El 5 de octubre de 2004 se añade al título de villa el de Histórica por Decreto del Gobierno de Canarias.

## Demografía
Santiago del Teide cuenta con una población de 12 373 habitantes (INE 2024).
| Gráfica de evolución demográfica de Santiago del Teide entre 1842 y 2021                                            |
| |
| Población de derecho según los censos de población del INE Población de hecho según los censos de población del INE |

| Nacionalidad | Hombres | Mujeres | Total | %      | Proporción |
| ------------ | ------- | ------- | ----- | ------ | ---------- |
| Española     | 3454    | 3414    | 6868  | 61.5 % |            |
| Extranjera   | 2083    | 2211    | 4294  | 38.4 % |            |

A 1 de enero de 2014 Santiago del Teide tenía un total de 10 468 habitantes, ocupando el 18.º puesto en número de habitantes de la isla de Tenerife y el 20.º de la provincia de Santa Cruz de Tenerife.
La población relativa era de 200,50 hab./km².
Del análisis de la pirámide de población se deduce que:
- La población comprendida entre 0 y 14 años era el 12 % del total;
- la población entre 15 y 64 años se correspondía con el 63 %;
- y la población mayor de 65 años era el 25 % restante.

Por sexos contaba con 5211 hombres y 5257 mujeres.
| Entidad singular                       | Habitantes |
| -------------------------------------- | ---------- |
| Acantilados de Los Gigantes            | 1820       |
| Arguayo                                | 504        |
| Las Manchas                            | 121        |
| El Molledo                             | 195        |
| Puerto de Santiago                     | 4814       |
| El Retamar                             | 97         |
| Santiago del Teide (capital municipal) | 428        |
| Tamaimo                                | 2384       |
| Valle de Arriba                        | 105        |
| Total                                  | 10 468     |

## Economía
La economía de Santiago del Teide está diversificada entre las localidades del municipio, aunque el turismo es su principal fuente de recursos. Así es en los núcleos costeros de Puerto de Santiago y Acantilado de los Gigantes, mientras que en las poblaciones del interior —Santiago del Teide, Tamaimo y Arguayo— esta se fundamenta en la agricultura.
En la agricultura toman importancia los cultivos de plátanos y tomates, y el turismo predominante es el europeo, sobre todo ciudadanos del Reino Unido, Alemania y Escandinavia. Símbolo de ello es la existencia de hoteles y apartahoteles como el Hotel Los Gigantes, inaugurado por los entonces Príncipes de España, o el Hotel LANDMAR Costa Los Gigantes, el último en ser construido y el más grande del municipio.

## Administración y política

### Gobierno municipal
El municipio está regido por su Ayuntamiento, compuesto del alcalde-presidente y dieciséis concejales.
| Periodo   | Nombre                        | Partido | Partido                                      |
| --------- | ----------------------------- | ------- | -------------------------------------------- |
| 1979-1983 | José Antonio Navarro Díaz     |         | Unión de Centro Democrático (UCD)            |
| 1983-1988 | José Antonio Navarro Díaz     |         | Centro Democrático y Social (CDS)            |
| 1988-1991 | Pancracio Socas García        |         | Centro Democrático y Social (CDS)            |
| 1991-1995 | Pancracio Socas García        |         | Agrupación Tinerfeña de Independientes (ATI) |
| 1995-2003 | Pancracio Socas García        |         | Coalición Canaria (CC)                       |
| 2003-2011 | Juan Damián Gorrín Ramos      |         | Coalición Canaria (CC)                       |
| 2011-2015 | Juan Damián Gorrín Ramos      |         | Partido Popular (PP)                         |
| 2015-2019 | Emilio José Navarro Castanedo |         | Partido Popular (PP)                         |
| 2019-act. | Emilio José Navarro Castanedo |         | Partido Popular (PP)                         |

| Partido político | Partido político                                                    | 1979   | 1983   | 1987   | 1991   | 1995   | 1999   | 2003   | 2007   | 2011   | 2015   | 2019   | 2023   |
| Partido político | Partido político                                                    | Ediles | Ediles | Ediles | Ediles | Ediles | Ediles | Ediles | Ediles | Ediles | Ediles | Ediles | Ediles |
|                  | Agrupación Tinerfeña de Independientes (ATI)                        |        |        | 1      | 10     |        |        |        |        |        |        |        |        |
|                  | Centro Canario Nacionalista (CCN)                                   |        |        |        |        |        |        |        | 2      |        |        |        |        |
|                  | Coalición Canaria (CC)                                              |        |        |        |        | 11     | 11     | 14     | 11     | 5      | 6      | 4      | 3      |
|                  | Independientes de Santiago del Teide (IST)                          |        |        |        |        |        |        |        |        | 3      |        |        |        |
|                  | Alianza Popular (AP)-Partido Popular (PP)                           | 3      | 2      |        |        |        | 1      | 0      | 3      | 8      | 9      | 11     | 13     |
|                  | Partido Socialista Obrero Español (PSOE)                            |        | 0      | 2      | 2      | 2      | 1      | 3      | 1      | 1      | 2      | 2      | 1      |
|                  | Unión de Centro Democrático (UCD)-Centro Democrático y Social (CDS) | 8      | 9      | 8      | 1      |        |        |        |        |        |        |        |        |

En las elecciones de 2011, el PP consiguió ocho concejales, CC 5, Independientes por Santiago del Teide 3, PSOE 1. Formándose en primera instancia un gobierno de pacto entre el PP y el PSOE, que sería roto en 2012 por los populares y rehecho con los Independientes.

### Organización territorial
Santiago del Teide se incluye en la Comarca del Suroeste, mientras que su superficie ocupada por el parque rural forma parte de la Comarca de Teno y la que abarca los espacios protegidos del parque natural, de la reserva natural especial y el parque nacional se incluyen en la Comarca del Macizo Central.
El municipio se encuentra dividido, según datos del Instituto Nacional de Estadística, en nueve entidades singulares de población:
| Entidad singular                       | Superficie |
| -------------------------------------- | ---------- |
| Acantilados de Los Gigantes            | 0,53 km²   |
| Arguayo                                | 20 km²     |
| Las Manchas                            | 2,18 km²   |
| El Molledo                             | 2,71 km²   |
| Puerto de Santiago                     | 1,21 km²   |
| El Retamar                             | 0,76 km²   |
| Santiago del Teide (capital municipal) | 4,22 km²   |
| Tamaimo                                | 13,27 km²  |
| Valle de Arriba                        | 7,33 km²   |
| Total                                  | 52,21 km²  |

## Cultura

### Patrimonio
El municipio cuenta con la Casa del Patio, elemento declarado Bien de Interés Cultural en la categoría de Monumento.
Algunos de sus lugares de interés son los Acantilados de los Gigantes, que surgen del mar y se elevan 800 metros; el volcán Chinyero, donde se produjo la última erupción volcánica en la isla en 1909; Arguayo, donde se encuentra el centro de alfarería o Playa de la Arena, que disfruta de la bandera azul de Europa para costas y playas.
La «Ruta del Arte» agrega a un conjunto de pinturas sobre las fachadas de las casas de Santiago del Teide (dedicadas a las islas) y el Museo del Pescador en Puerto de Santiago, con una fachada del artista Bernard Romain.

### Fiestas
En el municipio se celebran diversas fiestas, siendo días festivos locales el 16 de julio festividad de la Virgen del Carmen, y el 25 de julio día de Santiago Apóstol.

### Deporte
Prueba automovilística subida a Tamaimo

### Religión
La población creyente de Santiago del Teide profesa mayoritariamente la religión católica, estando repartida la feligresía en cinco parroquias pertenecientes al arciprestazgo de Isora de la diócesis de Tenerife.
Las parroquias son:
- Parroquia matriz de San Fernando rey en Santiago del Teide
- Parroquia del Espíritu Santo en Los Gigantes
- Parroquia de Ntra. Sra. de Candelaria en Arguayo
- Parroquia de Ntra. Sra. del Carmen en Puerto de Santiago
- Parroquia de Santa Ana en Tamaimo